# アリザ・ジョンソン
アリザ・デショーン・ジョンソン (Alize DeShawn Johnson, 1996年4月22日 - ) は、アメリカ合衆国ペンシルベニア州ウィリアムズポート出身のプロバスケットボール選手。ポジションはパワーフォワード。

## 経歴

### ハイスクール
ペンシルベニア州ウィリアムズポートのセントジョンノイマン リージョナルアカデミー高校に入学した。5フィート 9インチのポイントガードをプレーし、体格的には圧倒的であったが、高校時代が終わる頃には、6フィート4インチまでに成長し、1試合平均24.1ポイント、15.0リバウンド、6.3アシストでチームを30勝1敗という記録に導いたにもかかわらず、4年生の後、ディビジョン1の大学からはオファーがなく、ハリスバーグを拠点とするチーム ペンシルバニアで AAUバスケットボールをプレーした。

### カレッジ
ディビジョン I の大学からオファーがなかったため、フランクフィリップス大学で2年間を過ごし、その後、運動と学業のキャリアを終えるために ミズーリ州立大学に転校した。
2016年11月11日、ジャクソンビル州立大学に91 - 65 で勝利し、20 ポイントを獲得し、10 リバウンドを記録した。
2016年12月14日、20 ポイント、 16 リバウンドを獲得し、オーラル・ロバーツ大学に10ポイント差で勝利した。
12月30日、50% のシュート成功率で 30 ポイントと15リバウンドを記録し、オーバータイムの末、インディアナ州立大学81-75で破った。
2016-17シーズンを17回のダブル-ダブルを記録し、 9ゲームで 20ポイント以上を獲得し、22ゲームで10以上のリバウンドを獲得した。20回以上のリバウンドを 2回記録し、2月の 21 回のリバウンドを含む 1回の 30ポイントゲームを記録した。MVCオールトーナメントチームに指名された。
2017年4月21日、2017年のNBAドラフトにエントリーを宣言したが、エージェントを雇わず、カレッジのシニアシーズンに戻ることができた。この動きは、 NBAチームから関心を集めるためのフィードバックを受け取る可能性が最も高いもので、2017年5月15日、ボストン・セルティックスのプライベートワークアウトにも招待された。ドラフトの前に、ドラフトから撤退し、カレッジに戻って4年生になった。
2017–18シーズンの前に、マイケル・ポーター・ジュニアなど他のトップレベルプレーヤーとともにアディダスバスケットボールキャンプに招待された 。キャンプMVPに選ばれたため、ドラフト評価が改善され、複数のNBAチームが注目し、シーズン前のモックドラフトでは、第1ラウンドの中位から後位間にランクアップした
。

### NBA

#### インディアナ ペイサーズ (2018 – 2020)
ミズーリ州立大学でプレー後、2018年6月21日、2018年のNBAドラフトの第 2巡目 50位でインディアナ・ペイサーズ指名された。
2018年7月6日、ラスベガスで開催された2018年 NBAサマーリーグでペイサーズからデビューした。ヒューストン・ロケッツ戦で、16分間のプレーで、15 得点、4 リバウンド、2 アシストを記録した 。
2018 サマーリーグ最終戦で、12ポイント、14リバウンド、4アシストを獲得した。
2018年サマーリーグは4試合に出場し、平均23分間のプレーで12.4ポイント、8.6リバウンド、1.6アシストを記録した。
2018年7月17日、ペイサーズと2,255,316ドル相当の2年保証契約を結んだ。
2018年10月19日、ミルウォーキー・バックス戦でNBAデビューを果たし、4分間のプレーで 2得点を挙げ、118対101 で敗れた 。
10月27日にフォートウェイン・マッドアンツに降格する前に、チームに残り 2試合プレーした
12月に3試合に招集サれた。1月中はずっとペイサーズに残り、限られた時間で7試合をプレーした 。
NBAGリーグではシーズンが終了するまでゲームあたり平均18.8ポイント、13.5リバウンド、3.3アシスト、1.4ブロックを記録した。
2019年4月10日のペイサーズ シーズン最終戦で、25 分間でかなりのプレー時間を記録し、 アトランタ・ホークスに135-134 で勝利し、7ポイント、11バウンドを記録した。
2020年8月14日、マイアミ・ヒートに109-92で勝利しキャリアハイの 17リバウンドを記録した。

#### ラプターズ 905 (2021)
2020年11月27日、トロント・ラプターズとエクジビット10契約を結んだ。 2020年12月1日に契約されたが、12月19日に解雇された。
2021年1月27日、NBAGリーグのラプターズ・905と契約し、15試合で、1試合あたり 32.1分で平均16.6ポイント、13.3リバウンド、4.2アシスト、1.3スティールを記録し、ラプターズ905がシーズン最高記録を達成するのに貢献した。

#### ブルックリン ネッツ (2021)
2021年3月22日、ブルックリン・ネッツと 10 日間の契約を結んだ On March 24, in his debut with the Nets, Johnson recorded a career-high 23 points along with 15 rebounds in the Nets' 118–88 loss to the Utah Jazz. On April 1, Johnson was signed to a second 10-day contract.
4月11日、複数年契約に合意した。
4月29日、20ポイントとキャリアハイの21リバウンドのダブル・ダブルを記録しインディアナ・ペイサーズに勝利した。
9月3日、解雇された。

#### シカゴ・ブルズ (2021)
2021年 9 月 8 日、シカゴ・ブルズと契約した。
12月26日、解雇された。

#### ワシントン ウィザーズ (2021 – 2022)
2021年12月28日、ワシントン・ウィザーズと10日間契約に署名した。

#### ニューオーリンズ・ペリカンズ (2022)
2022年3月2日、ニューオーリンズ・ペリカンズと10日間契約に署名し、その夜、チームデビューした。
3月11日、解雇されたが、翌日、ハードシップ例外によりペリカンズと10日間契約に署名した。

#### サンアントニオ・スパーズ (2022)
2022年8月26日、サンアントニオ・スパーズと契約を結び、トレーニングキャンプ、サマーリーグに参加したが、10月15日解雇された。

##### オースティン・スパーズ (2022)
2022年10月24日、オースティン・スパーズのトレーニング キャンプのロースターに入りNBAGリーグ開幕ロースターに残り、6試合に出場し1試合平均22.2ポイント、10.7リバウンド、3アシストを記録していた。
2022年11月29日、サンアントニオ・スパーズと契約した。
2022年12月12日、解雇された。

### ウィスコンシン・ハード
2023年1月28日、ウィスコンシン・ハードと契約した。

## 私生活
ペンシルベニア州ウィリアムズポートで生まれ、3人の兄弟と、4人の姉妹がいる。海外でプレーするプロバスケットボール選手のシェボン・トラウトマン]の従兄弟である。2018 年に  ミズーリ州立大学  でコミュニケーション学の学位を取得して卒業した。

### 慈善活動
慈善活動に非常に活発で、主に彼の故郷ペンシルベニア州ウィリアムズポートに焦点を当てているが、 インディアナポリス地域でも選手として活躍しており、ペイサーズやマッド アンツの複数のコミュニティ イベントに参加している。
2018年後半、アリゼ ジョンソン財団を立ち上げた。財団の最初の主要な募金活動が感謝祭にウィリアムズポートで困っている 100 を超える家族に食事を提供した。
2018年11月、バスケットボール シューズを  ライカミング郡高校バスケットボール チーム3校に寄付した。
2019 年初頭、公園にバスケットボールコートを造るために、145,000ドルを寄付したと発表した。
2019年6月2日、ジョンソンと市当局はバスケットボールコートを開設した。
2019年7月19日、母校で初めてのバスケットボール キャンプを開催した。45人の子供が参加し、サイン入りのペイサーズグッズが与えられ、すべての費用はジョンソンの財団によって賄われた。

## 成績

### NBA

#### レギュラーシーズン
| シーズン | チーム                       | GP | GS | MPG  | FG%  | 3P%  | FT%   | RPG | APG | SPG | BPG | PPG |
| -------- | ---------------------------- | -- | -- | ---- | ---- | ---- | ----- | --- | --- | --- | --- | --- |
| 2018–19  | インディアナ・ペイサーズ     | 14 | 0  | 4.6  | .250 | .500 | .500  | 1.4 | .1  | .1  | .2  | .9  |
| 2019–20  | インディアナ・ペイサーズ     | 17 | 1  | 6.9  | .414 | .375 | .700  | 2.8 | .4  | .2  | .1  | 2.0 |
| 2020–21  | ブルックリン・ネッツ         | 18 | 0  | 10.5 | .588 | .167 | 1.000 | 5.0 | .8  | .3  | .3  | 5.2 |
| 2021–22  | シカゴ・ブルズ               | 16 | 0  | 7.6  | .522 | .000 | .571  | 2.3 | .5  | .2  | .0  | 1.8 |
| 2021-22  | ワシントン・ウィザーズ       | 3  | 0  | 6.0  | .333 | .000 | .000  | 4.0 | .0  | .0  | .0  | 1.3 |
| 2021-22  | ニューオーリンズ・ペリカンズ | 4  | 0  | 7.0  | .300 | —    | .750  | 3.3 | .3  | .5  | .0  | 2.3 |
| Career   | Career                       | 72 | 1  | 7.5  | .480 | .250 | .721  | 3.0 | .4  | .2  | .1  | 2.5 |

#### プレーオフ
| シーズン | チーム                   | GP | GS | MPG | FG%  | 3P% | FT% | RPG | APG | SPG | BPG | PPG |
| -------- | ------------------------ | -- | -- | --- | ---- | --- | --- | --- | --- | --- | --- | --- |
| 2020     | インディアナ・ペイサーズ | 1  | 0  | .2  | —    | —   | —   | .0  | .0  | .0  | .0  | .0  |
| 2021     | ブルックリン・ネッツ     | 5  | 0  | 4.6 | .571 | —   | —   | 2.6 | .0  | .6  | .0  | 1.6 |
| Career   | Career                   | 6  | 0  | 3.8 | .571 | —   | —   | 2.2 | .0  | .5  | .0  | 1.3 |

### College
| シーズン | チーム           | GP | GS | MPG  | FG%  | 3P%  | FT%  | RPG  | APG | SPG | BPG | PPG  |
| -------- | ---------------- | -- | -- | ---- | ---- | ---- | ---- | ---- | --- | --- | --- | ---- |
| 2016–17  | ミズーリ州立大学 | 33 | 33 | 30.2 | .488 | .388 | .667 | 10.6 | 1.9 | .6  | .1  | 14.8 |
| 2017–18  | ミズーリ州立大学 | 33 | 33 | 31.2 | .430 | .281 | .759 | 11.6 | 2.8 | .5  | .4  | 15.0 |
| Career   | Career           | 66 | 66 | 30.7 | .457 | .325 | .716 | 11.1 | 2.4 | .5  | .3  | 14.9 |